# Гундоровская (шахта)
Гундоровская — угольная шахта в городе Донецк (Ростовская область, Россия). До 1971 называлась шахта Северо-Гундоровская № 3.
Шахта разрабатывала тонкие пласты «Гундоровский», «Лисий», «Орловский» мощностью 0,8-0,5 м. Орловский пласт имел крутое падение — 65-70°.

## История
Шахта Северо-Гундоровская № 3 введена в эксплуатацию с августа 1951 года. В связи с ликвидацией треста Донецкуголь комбината «Ростовуголь» шахта перешла в подчинение комбината «Гуковуголь» c 1 апреля 1970 года.
Переименована в шахту «Гундоровская» с 1 января 1971 года. Закрыта в 1998 году.

## Описание
Шахта сверхкатегорийная по газу метану. В обязанности шахты входило:
- Подземная добыча угля.
- Прохождение подготовительных выработок.
- Капитальные работы горизонтальные под землёй, связанные с развитием добычи угля.

В годовых производственно-технических отчётах формы № 25 ТП и в производственных программах указано, что добыча ведётся подземным способом из очистных забоев. Добыча угля с участков открытых работ по шахте не предусмотрена.
В шатных расписаниях, производственно-технических отчётах ПО «Гуковуголь» за 1951—1997 год в разделе «Отчёт о работе угольной шахты» перечислены подземные участки по добыче угля:
- № 1
- № 2
- № 3
- № 4
- УРТ
- ВШТ
- УКТ
- РВУ
- УПР
- РПУ
- ВТБ
- ПРТБ
- ППЗ
- ОКР
- ПВС
- ЭМС
- РЭЭУ
- участок вентиляции
- РЭЗО
- стац. установки
- мех. цех
- РГВ